# Plestiodon capito
Plestiodon capito är en ödleart som beskrevs av  Bocourt 1879. Plestiodon capito ingår i släktet Plestiodon och familjen skinkar. Inga underarter finns listade i Catalogue of Life.